# Interplay Entertainment
Interplay Entertainment é uma desenvolvedora e publicadora de jogos eletrônicos americana com sede em Los Angeles. A empresa foi fundada em 1983 como Interplay Productions pelos desenvolvedores Brian Fargo, Jay Patel, Troy Worrell e Rebecca Heineman, bem como pelo investidor Chris Wells. Como desenvolvedora, a Interplay é mais conhecida como criadora da série Fallout e como editora das séries Baldur's Gate e Descent.

## Lista de jogos publicados
- Alone in the Dark Adventure/1992
- Alone in the Dark 2 Adventure/1994
- Alone in the Dark 3 AdventureInter/1995
- Another World Adventure/1991
- Ark of Time Quest/1997
- Atomic Bomberman Arcade/1996
- Battle Chess (MPC) Strategy/1991
- Battle Chess 4000 Strategy/1992
- Blackthorne Adventure/1994
- Blood & Magic Strategy/1996
- Blood & Magic (rus) Strategy/1996
- Bust-a-Move 4 Arcade/1999
- Buzz Aldrin's Race Into Space Strategy/1993
- Carmageddon Racing/1997
- Carmageddon 2 Racing/1998
- Castles Strategy/1991
- Castles 2 Strategy/1992
- Conquest of the New World Strategy/1996
- Conquest of the New World Deluxe Strategy/1996
- Cyberia/1994
- Darius Gaiden Arcade/1998
- Descent 3D Action/1994
- Descent 2 3D Action/1996
- Descent 3 3D Action/1999
- Descent to Undermountain RPG/1998
- Descent: Freespace GW Simulation/1998
- Descent: Freespace ST Simulation/1998
- Die By The Sword 3D Action/1998
- Dungeon Master 2 RPG/1994
- Earth 2140 Strategy/1997
- Fallout RPG/1997
- Fallout 2 RPG/1998
- Fatal Fury 3 Fighting/1996
- Fatal Racing (Whiplash) Racing/1995
- Future Wars Quest/1990
- Giants: Citizen Kabuto
- Heart of Darkness Adventure/1998
- International Rally Championship Racing/1997
- Invictus Strategy/2000
- Kingpin 3D Action/1999
- Kingpin (rus) 3D Action/1999
- Lord of the Rings Vol.1 RPG/1990
- Lord of the Rings Vol.2 RPG/1991
- Lost Vikings Arcade/1992
- Lost Vikings 2 Arcade/1997
- Mario Teaches Typing/1991
- Mario Teaches Typing 2/1997
- MAX Strategy/1996
- MAX 2 Strategy/1998
- MDK 2 Armageddon
- Neuromancer RPG/1990
- Of Light and Darkness Quest/1998
- Operation Stealth Quest/1990
- Planescape Torment RPG/1999
- Redneck Rampage (rus) 3D Action/1997
- Redneck Rampage 66 3D Action/1998
- Redneck Rampage FR 3D Action/1998
- Redneck Rampage Rides Again 3D Action/1998
- Rock & Roll Racing Racing/1993
- Sand Warriors Simulation/1997
- Star Reach Strategy/1994
- Star Trek Adventure/1992
- Star Trek Judgment Rites Quest/1994
- Stonekeep RPG/1995
- The Last Express Quest/1997
- Timegate Virtual Pool 3 Sports/2000
- Waterworld Strategy/1997